# ديفيد جاونتلت
ديفيد جاونتلت (بالإنجليزية: David Gauntlett)‏ هو عالم اجتماع بريطاني، ولد في 15 مارس 1971.